# کوریدوراس دارف
کوریدوراس دارف (نام علمی: Corydoras hastatus)، که به نام‌های کوریدوراس کوتوله، گربه‌ماهی کوتوله، گربه‌ماهی کوتوله‌دم یا گربه‌ماهی میکرو نیز شناخته می‌شود، یک ماهی آب‌شیرین مناطق گرمسیری است که متعلق به زیرخانواده کوریدوراس‌ها از خانواده گربه‌ماهیان زره‌دار است. خاستگاه این گونه آب‌های داخلی آمریکای جنوبی در حوضه‌های رودخانه آمازون و پاراگوئه در آرژانتین، بولیوی و برزیل می‌باشد. نام خاص "hastatus" به معنای "با نیزه" اشاره به نقطه سرنیزه مانند در ریشه دم این گونه است.
بدن کوریدوراس دارف به‌طور معمول از سایر گونه‌های کوریدوراس کشیده تر است. این گونه دارای رنگ سفید مایل به زیتونی شفاف، با نوار نازک تیره در طرفین از پشت پوشش آبشش تا ریشه دم و شکمی مایل به سفید است. یک هلال سفید در پایه دم خود دارد که نقطه ای سیاه را احاطه کرده است. طول ماهی به ۳٫۵ سانتیمتر می‌رسد، اما اندازه ۲٫۵ سانتیمتر معمولی تر است. نرها کوچکتر، لاغرتر و باله پشتی نوک تیزتری نسبت به ماده‌ها دارند.
کوریدوراس کوتوله در آب و هوای نیمه گرمسیری در آب با پی‌اچ ۶٫۰ – ۸٫۰، سختی آب 5 – ۱۹ و محدوده دمایی 20 – ۲۸ درجه سانتی‌گراد زندگی می‌کند. بیشتر در حوضچه‌ها یافت می‌شود. از کرم‌ها، سخت پوستان کف بستر، حشرات و مواد گیاهی تغذیه می‌کند. آنها در حوضه رودخانه پاراگوئه و آمازون یافت می‌شوند.

## در آکواریوم
آکواریوم باید تمیز، دارای هوادهی خوب و کاشتی متراکم باشد تا مکان‌هایی برای اختفای آنها فراهم شود. جریان متوسطی که توسط یک فیلتر سطلی ایجاد می‌شود بسیار مناسب است. آب باید کمی قلیایی (pH حدود ۷٫۶) در محدوده دمایی ۲۴ تا ۲۹ درجه سانتیگراد باشد. با اینکه این ماهی به‌طور کلی ساکن قسمتهای میانی آکواریوم است، اما بهتر است یک بستر شنی ریز یا ترکیبی از شن و ماسه ریخته شود چون گه‌گاه توسط ماهی حفاری می‌شود.
- فهرست گونه‌های ماهی آکواریومی آب شیرین